# Viadana decora
Viadana decora  (лат.) — вид кузнечиков из подсемейства Phaneropterinae. Южная Америка: Боливия, Перу. 

## Описание
Кузнечики среднего размера (длина тела около 2 см, крылья до 4 см, надкрылья 3 см, заднее бедро до 17 мм, яйцеклад самок до 1 см). От близких видов отличается строением гениталий самцов (длинными придатками эпипрокт). Основная окраска зелёная с желтовато-белыми и коричневыми отметинами. Головной рострум узкий; передняя часть его верхнего бугорка узкая и довольно короткая (не проецируется вперед по отношению к ее нижнему бугорку). Переднеспинка имеет короткие боковые лопасти.

## Систематика и этимология
Вид включён в состав подрода Arcuadana Gorochov & Cadena-Castañeda, 2015.
Впервые был описан в 2015 году российским энтомологом Андреем Васильевичем Гроховым (Зоологический институт РАН, Санкт-Петербург) совместно с колумбийским биологом О. Кадена-Кастаньедой (O.J. Cadena-Castañeda; Universidad Distrital Francisco José de Caldas, Богота, Колумбия). 
Видовое название V. decora происходит от латинского слова «decora» (красивый), указывающего на характерный признак строения гениталий.